# 茵巴尔·拉尼尔
茵巴尔·拉尼尔（希伯來語：ענבר לניר，2000年4月3日—），以色列女子柔道运动员，2020年夏季奥林匹克运动会混合团体铜牌得主、2022年世界柔道锦标赛混合团体铜牌得主、2023年世界柔道锦标赛女子78公斤级金牌得主。